# Issaquah
Issaquah (ˈɪsəkwɔ) ist eine Stadt im King County, Bundesstaat Washington, USA mit 40.051 Einwohnern (Stand: Volkszählung 2020). Die Gemeinde ist Hauptsitz des im Aktienindex S&P 500 gelisteten Einzelhandelskonzerns Costco Wholesale.

## Geographie
Issaquah befindet sich am südlichen Ende des Lake Sammamish, wenige Kilometer östlich von Seattle. Die Stadt wird an drei Seiten von den Issaquah Alps eingegrenzt: der Cougar Mountain liegt im Westen, der Squak Mountain im Süden und der Tiger Mountain im Osten.

## Geschichte
Der Ort wurde am 29. April 1892 gegründet. Zunächst hieß der Ort Gilman, wurde 1899 jedoch in Issaquah umbenannt. Der Name Issaquah stammt von den ansässigen Indianern. Die genaue Herkunft ist jedoch umstritten. Vermutlich imitierten sie beim Nahrung sammeln in der Nähe des Sees das Quaken der Enten, und daraus entstand Issaquah als Bezeichnung des Ortes. Bis zur Weltwirtschaftskrise 1929 prägte der Abbau von Kohle am Tiger Mountain und das Bauholzgeschäft die Wirtschaft der Gemeinde. Boeing errichtete Anfang des 20. Jahrhunderts Fabriken und Werkstätten in dem Ort. Die Firma baute dort ihr erstes hölzernes Wasserflugzeug und testete es auf dem Lake Sammamish. Ende des 20. Jahrhunderts eröffnete Microsoft Niederlassungen in der Gemeinde. 1996 verlegte der Einzelhandelskonzern Costco Wholesale seinen Hauptsitz von Kirkland nach Issaquah.

## Städtepartnerschaften
Issaquah unterhält mit folgenden Städten Partnerschaften.
- Sunndal, Norwegen
- Chefchaouen, Marokko

## Persönlichkeiten

### Söhne und Töchter der Stadt
- Denis Arndt (1939–2025), Theater- und Filmschauspieler
- David Call (* 1982), Schauspieler
- Brian Fennell (* 1983), Musiker

### Persönlichkeiten mit Bezug zur Stadt
- Robert Moch (1914–2005), Ruderer, 1936 Olympiasieger im Rudern
- Mitglieder von Modest Mouse, Indie-Rock-Band
- Dagmar Faber (1913–1998), Schriftstellerin, Journalistin und Publizistin; lebte hier bis zu ihrem Tod

## Trivia
In Deutschland wurde die Stadt insbesondere dadurch bekannt, dass ein deutscher Schulbuchverlag ihr eine Unit seines Englischbuches widmet.